# Pedro Vicente Maldonado (kanton)
Pedro Vicente Maldonado – kanton w prowincji Pichincha, w Ekwadorze. Stolicą kantonu jest Pedro Vicente Maldonado.